# Щурівська волость
Щурівська волость — адміністративно-територіальна одиниця Ізюмського повіту Харківської губернії з центром у селі Щурове.
Станом на 1885 рік складалася з 10 поселень, 8 сільських громад. Населення — 1788 осіб (875 чоловічої статі та 913 — жіночої), 293 дворових господарств.
|                     | Площа, десятин | У тому числі орної, дес. |
| ------------------- | -------------- | ------------------------ |
| Сільських громад    | 1346           | 1157                     |
| Приватної власності | 5323           | 1286                     |
| Іншої власності     | 33             | 33                       |
| Загалом             | 6702           | 2476                     |

Основне поселення волості:
- Щурове — колишнє власницьке село при річці Сіверський Донець за 50 верст від повітового міста, 639 осіб, 110 дворів, православна церква. За 7 верст — салотопний завод.